# Гней Корнелій Долабелла (консул 81 року до н. е.)
Гней Корнелій Долабелла (лат. Gnaeus Cornelius Dolabella) — давньоримський політик, консул 81 до н. е.

## Біографія
Брав участь у Громадянській війні 82-82 до н. е. на стороні Луція Корнелія Сулли. За його протекції Долабелла і Марк Туллій Декула стали консулами 81 року до н. е. При цьому безстроковий диктатор Сулла стояв вище консулів. Після консульства був проконсулом Македонії в 80 до н. е.-78 до н. е., і тому консулат Долабелли був скоріше технічним.
Після повернення до Риму Долабелла був притягнутий до суду молодим Гаєм Юлієм Цезарем, і тільки завдяки захисту відомих ораторів Гая Аврелія Котта і Квінта Гортензія Гортанно Долабелла був виправданий. При цьому Цезар використовував судовий процес проти Долабелли для досягнення популярності, і завдяки своїй обвинувальній промові він також став вважатися гарним оратором.